# Trzęsienie ziemi na półwyspie Noto (2024)
Trzęsienie ziemi na półwyspie Noto (2024) – silne trzęsienie ziemi o magnitudzie 7,6 jakie nawiedziło półwysep Noto w prefekturze Ishikawa w Japonii, najbardziej śmiertelne trzęsienie w Japonii od trzęsienia w Tōhoku w 2011. Trzęsienie ziemi wywołało tsunami na Morzu Japońskim. Zginęło 241 osób, a 1296 zostało rannych.

## Trzęsienie ziemi
Japońska Agencja Meteorologiczna podała, że odnotowała maksymalną intensywność sejsmiczną na poziomie 7, co stanowi najwyższy poziom japońskiej skali intensywności sejsmicznej. Trzęsienie jest szóstym w historii o takiej sile, pierwszym od trzęsienia w 2018.

## Tsunami
Japońska Agencja Meteorologiczna wydała ostrzeżenia przed tsunami dla przybrzeżnych prefektur Ishikawa, Niigata, Nagano i Toyama. Trzęsienie wywołało poważne ostrzeżenie przed tsunami, pierwsze od trzęsienia ziemi w 2011. Centrum Ostrzegania przed Tsunami na Pacyfiku stwierdziło, że niebezpieczne fale tsunami mogą wystąpić w promieniu 300 km od epicentrum. Telewizja NHK poinformowała, że fale mogą osiągać nawet 5 m. Później poważne ostrzeżenia przed tsunami zostały obniżone do ostrzeżeń, a następnie do zaleceń. Fale tsunami o wysokości 1,2 m dotarły do portu Wajima około 16:21 UTC+9.
Fale tsunami dotarły również do Korei Południowej. Uważa się, że jest to pierwsze tsunami o wysokości fal powyżej 0,5 m, jakie zaobserwowano w kraju od 1993 roku.
Ostrzeżenia przed falami tsunami wydano także w Rosji, choć "nie zaobserwowano tsunami" lub "przeszło niezauważone".

## Wpływ
W elektrowni jądrowej Shika doszło do eksplozji w pobliżu transformatora mocy reaktora nr 2, natomiast transformator nr 1 przestał działać z powodu wycieku oleju.
Co najmniej 36 000 gospodarstw domowych i 19 placówek medycznych straciło prąd.